# Ju 86
A Junkers Ju 86 egy kétmotoros, alsó szárnyas, fémhéjszerkezetű posta- és utasszállító repülőgép volt a két világháború között, melyet a második világháború első felében bevetettek közepes bombázó repülőgépként is. A tervezést a Junkers repülőgépgyárban 1932-ben kezdték meg és 1936-ban állították szolgálatba. Noha utasszállító és postagépnek készült, azonban a versailles-i békeszerződés miatt titkon fejlesztett német légierő kritériumainak is meg kellett felelnie. Széles körben elterjedt, megbízható repülőgép volt, utolsó példányát 1958-ban vonta ki a hadrendből a Svéd Királyi Légierő.

## Megrendelő és alkalmazó országok
Polgári
Southern Airline and Freighters of Australia
Lloyd Aero Boliviano
LAN Chile S.A.
 Lufthansa
Mancsou Hangkung Csusi Hujso (満州航空株式会社, Manzhou Hangkong Zhushi Huishe) (Mandzsukuói Nemzeti Légitársaság)
South African Airways
AB Aerotransport
Swissair
Katonai
 Luftwaffe (Wehrmacht)
 Magyar Királyi Honvéd Légierő
 Osztrák Légierő
 Bolíviai Légierő
 Chilei Légierő
 Portugál Légierő
 Dél-afrikai Légierő
 Svéd Királyi Légierő